# Dicranomyia crassipes
Dicranomyia crassipes là một loài ruồi trong họ Limoniidae. Chúng phân bố ở miền Australasia.